# Digi World
DIGI World este un post de televiziune de știință, înființat pe 1 octombrie 2012, împreună cu DIGI Life în România și în Ungaria pe 7 noiembrie 2012 alături de DIGI Life.
Din 1 septembrie 2022 postul Digi World a fost închis în Ungaria.

## Documentare

### Documentare proprii
- Călușarii din Bârla
- Cum să prinzi la 100?
- DIGI Portret
- Frontierele luminii
- Lunea la muzeu
- L'uomo più bello del mondo
- Șarada
- Ținutul Buzăului
- Vocile operei

### Documentare achiziționate
- Crime, alcool și prohibiție
- Cu ochii pe cer
- Drumul spre stele
- Dunărea sălbatică
- Experimente extreme
- Istoria atacurilor teroriste
- Ghid turistic
- Olanda, din avion
- Monștri la scara mică
- Mâna robotică, noi posibilități
- Pământul acoperit de ape
- Secretele Egiptului
- Secretele Istoriei
- Surf în Mediterana
- Țara Minunilor
- Tigrii zburători
- Tainele gheții
- Newton

## Emisiuni
- Digipedia
- Jurnalul de științe